# ليو كيفر
ليو كيفر هو سياسي أمريكي، ولد في 11 سبتمبر 1930 في ماوستون في الولايات المتحدة، وتوفي في 12 أغسطس 2017 في بانجور في الولايات المتحدة. نشط حزبياً في الحزب الجمهوري. وقد انتخب عضو مجلس ولاية مين ‏.